# 诺克普尔
诺克普尔（Nokpul），是印度西孟加拉邦North Twentyfour Parganas县的一个城镇。总人口6647（2001年）。

## 人口
该地2001年总人口6647人，其中男性3490人，女性3157人；0—6岁人口629人，其中男346人，女283人；识字率81.31%，其中男性为85.04%，女性为77.19%。